# Коонґа (волость)
Ко́онґа (ест. Koonga vald) — волость в Естонії, адміністративна одиниця повіту Пярнумаа.

## Географічні дані
Площа волості — 438 км2, чисельність населення на 1 січня 2015 року становила 1008 осіб.

## Населені пункти
Адміністративний центр — село Коонґа.
На території волості розташовані 42 села (ест. küla):  
Вастаба (Vastaba), Велтса (Veltsa), Вийтра (Võitra), Вирунґі (Võrungi), Гибеда (Hõbeda), Емму (Emmu), Иепа (Õepa), Ірта (Irta), Іска (Iska), Йоонузе (Joonuse),  Каллі (Kalli), Карінимме (Karinõmme), Каруба (Karuba), Кібура (Kibura), Кійзамаа (Kiisamaa), Коонґа (Koonga), Кугу (Kuhu), Курезе (Kurese), Кийма (Kõima), Липе (Lõpe), Майксе (Maikse), Мігклі (Mihkli), Найссоо (Naissoo), Недрема (Nedrema), Нятсі (Nätsi), Ойдрема (Oidrema), Паймвере (Paimvere), Палату (Palatu), Парасмаа (Parasmaa), Пеантсе (Peantse), Пійзу (Piisu), Пікавере (Pikavere), Рабавере (Rabavere), Салевере (Salevere), Соокатсе (Sookatse), Тамме (Tamme), Тарва (Tarva), Тийтсе (Tõitse), Ура (Ura), Уріта (Urita),  Яніствере (Jänistvere), Ярве (Järve),.